# 无地工人运动
无地工人运动（葡萄牙語：Movimento dos Trabalhadores Rurais Sem Terra，缩写为MST）是巴西的一个致力于土地改革的社会运动组织，形成于1984年1月。该组织受到马克思主义的启发。它是拉丁美洲同类运动中规模最大的，约有150万非正式成员，分布在巴西26个州中的23个。
该组织将其目标定义为通过巴西的土地改革为贫困工人提供土地，并围绕使土地所有权难以实现的社会问题采取积极行动，例如不平等的收入分配、种族主义、性别歧视以及媒体垄断。该组织致力于帮助农村贫困人群实现自给自足的生活方式。
与以往的土地改革运动不同，该组织专注于单一议题——土地改革，对于他们来说，土地改革是一个自我正当化的事业。该组织坚持认为，他们占据未被充分利用的土地在法律上是合理的，并指出1988年巴西宪法中有一条规定，土地必须履行社会功能（第5条，第23款）。该组织还引用了1996年的人口普查统计数据，指出巴西三分之二的耕地被3%的人拥有。
1991年，该组织因“为无地家庭赢得土地，并帮助他们可持续地耕种”而获得正确生活方式奖。